# Michel Devoret

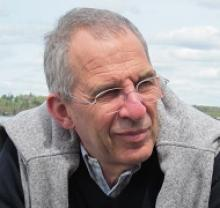
Michel Devoret

Michel Henri Devoret (* 1953) ist ein französischer experimenteller Festkörperphysiker, der Nanogeräte für die Quanteninformationstheorie (Quantencomputer) entwickelt.

## Leben
Devoret studierte an der École Nationale Superiéure des Telecommunications in Paris mit dem Abschluss 1975 und wurde 1982 an der Universität Paris-Süd in Orsay promoviert. Für die Dissertation arbeitete er am Labor von Anatole Abragam am Forschungszentrum des CEA in Saclay über NMR in festem Wasserstoff. Als Post-Doktorand befasste er sich im Labor von John Clarke an der University of California, Berkeley, mit makroskopischem Quantentunneln. Nach zwei Jahren kehrte er nach Frankreich zurück und hatte eine eigene Forschungsgruppe mit Daniel Estève und Cristian Urbina in Saclay, die sich mit Quanteneffekten in der Elektronik auf mesoskopischer Ebene (von ihnen Quantronic genannt) befasste. Das Gebiet wird auch Circuit-Quantenelektrodynamik genannt und er ist darin einer der Pioniere mit Robert J. Schoelkopf.
In Saclay maß er mit seiner Gruppe die Tunnelungszeit, erfand eine Ein-Elektronen-Pumpe (die später die Basis für eine neue Methode  der Kapazitätsmessung lieferte) und demonstrierte als Erster den Effekt der Valenzen von Atomen auf den Transport eines einzelnen Elektrons und die erste Beobachtung von Ramsey-Fringes an künstlichen supraleitenden Atomen (von ihnen Quantronium genannt).
Er wurde Forschungsdirektor am CEA in Saclay und war 2007 bis 2012  Professor am Collège de France. Ab 2002 war er an der Yale University, wo er F. W. Beinecke Professor für Angewandte Physik ist und Direktor des Applied Physics Nanofabrication Lab.
Er forscht in Yale weiter an auf Quanteneffekten beruhenden elektronischen Geräten im Nano-Bereich, basierend auf Josephsonkontakten von Supraleitern mit Anwendungen auf mögliche Quantencomputer. Mit Schoelkopf und Steven M. Girvin koppelte er 2007 zwei supraleitende Qubits über einen Quanten-Bus. Unter anderem forscht er über fehlertolerante Quantenspeicher und Quantenverschränkung aus der Ferne (Remote Entanglement).
2007 wurde er Mitglied der Academie des Sciences (2008), deren Prix Ampère er mit Daniel Estève 1991 erhielt, und der American Academy of Arts and Sciences (2003). 1996 erhielt er den Descartes-Huyghens-Preis der Niederländischen Akademie der Wissenschaften. 2004 erhielt er den Europhysics-Agilent Preis der European Physical Society mit Daniel Estève, Hans Mooij und Yasunobu Nakamura. 2014 erhielt er mit Robert Schoelkopf und John Martinis den Fritz London Memorial Prize und 2013 mit Schoelkopf den John Stewart Bell Prize. Er erhielt 2016 den Olli V. Loounasma Award der Universität Aalto in Finnland. 2023 wurde Devoret zum Mitglied der National Academy of Sciences gewählt, 2024 erhielt er gemeinsam mit Schoelkopf den Comstock-Preis für Physik.

## Schriften
- Michel Devoret, Daniel Esteve, Cristian Urbina: Single-electron transfer in metallic nanostructures, Nature, Band 360, 1992, S. 547–552
- Johannes Majer, J.M. Chow, J.M. Gambetta, Jens Koch, B.R. Johnson, J.A. Schreier, Luigi Frunzio, David Schuster, Andrew Houck, A. Wallraff, A. Blais, Michel H Devoret, Steven M Girvin, Robert J Schoelkopf: Coupling Superconducting Qubits via a Cavity Bus, Nature, Band 449, 2007, S. 443–447.
- M. H. Devoret, R. J. Schoelkopf: Superconducting Circuits for Quantum Information: An Outlook, Science, Band 339, 2013, S. 1169–1174
- Herausgeber mit Hermann Grabert: Single charge tunneling: Coulomb blockade phenomena in nanostructures, NATO ASI Series 294, Springer 1992
- Herausgeber:  Quantum machines : measurement and control of engineered quantum systems, Les Houches Lectures 96, Oxford UP 2014